# New Sensation
New Sensation is een nummer van de Australische rockband INXS uit 1988. Het is de derde single van hun zesde studioalbum Kick.
De plaat, welke gaat over een feestende levensstijl, werd in een paar landen een hit. Het meest succesvol was de plaat in thuisland Australië, Canada, de Verenigde Staten en Spanje. In Australië en Spanje werd de 9e positie bereikt en in Canada zelfs de nummer 1-positie. In de Verenigde Staten werd de 3e positie bereikt in de Billboard Hot 100. In het Verenigd Koninkrijk werd de 25e positie bereikt in de UK Singles Chart. 
In Nederland werd de plaat regelmatig gedraaid op Radio 3 en werd een bescheiden hit. In de  Nederlandse Top 40 werd de 18e positie bereikt en in de Nationale Hitparade Top 100 de 14e positie.
In België bereikte de plaat de 19e positie in de Vlaamse Ultratop 50 en in de Vlaamse Radio 2 Top 30 de 24e positie.